# Teucholabis (Teucholabis) simplex
Teucholabis (Teucholabis) simplex is een tweevleugelige uit de familie steltmuggen (Limoniidae). De soort komt voor in het Neotropisch gebied.